# 龐蔥
龐蔥（？—？），一作龐恭，戰國時魏國大臣。曾陪同魏國太子前往趙國為質。主要經歷被記載於《戰國策·魏策》。

## 經歷
龐蔥欲陪同魏國太子至趙國邯鄲為質。龐蔥認為離國太久，會有人對魏惠王進毀謗自己的讒言，於是向魏王說：「如若一人説街市上有虎，大王將信嗎？」魏王表示不信。 龐蔥又説：「如若有二人説街市上有虎，大王信嗎？」 魏王表示略有懷疑。龐蔥再説：「如若三人説街市上有虎，大王信嗎？」魏王則表示不得不相信。
龐蔥便説：「街上必然不會出現老虎，只因為三人説街上有虎，大家便皆接受了，就連大王亦相信了。現邯鄲離大梁城之距離，較此處的街市長度要長的多，毀謗臣之人絕不止於三個，望大王明鑒，不要輕信這些人的話。」 魏王則認為自己不會聽信讒言。待龐蔥同太子歸國時，在讒言、謠言的影響，再也見不到魏王了。
龐蔥的寓言與經歷在後世以成語——三人成虎流傳下來。